# DeAngelo Hall
DeAngelo Eugene Hall (Chesapeake, 19 novembre 1983) è un ex giocatore di football americano statunitense che ha militato nel ruolo di cornerback nella National Football League. Fu scelto nel corso del primo giro (8º assoluto) del Draft NFL 2004 dagli Atlanta Falcons. Al college giocò a football alla Università della Virginia.

## Carriera universitaria
Nei 2 anni che giocò con gli Hokies, Hall apparve con la maglia numero 4 in 37 partite come defensive back. Totalizzò 8 intercetti per un totale di 124 yard ritornate con un touchdown, 55 ritorni su punt per un totale di 839 yard con 5 touchdown, un fumble ritornato per 28 yard con touchdown, 2 corse per 21 yard con un touchdown, 7 ricezioni per 86 yard con un touchdown.
Riconoscimenti
- Second-team All-Big East (2003).
- (2) Miglior difensore della settimana della Big-East (2003).
- Co-Miglior giocatore dello special team della settimana della Big-East (2002).

## Carriera professionistica

### Atlanta Falcons

#### Stagione 2004
Hall fu scelto al primo giro del Draft 2004 dagli Atlanta Falcons. Il 3 agosto firmò un contratto di 5 anni del valore di 14,75 milioni di dollari di cui 2,1 milioni di bonus alla firma. Chiuse la stagione con 35 tackle all'attivo in 10 partite. Fu il più giovane giocatore della storia della NFL a ritornare un intercetto in touchdown (21 anni e 44 giorni). Debuttò nella NFL il 24 ottobre 2004 contro i Kansas City Chiefs.

#### Stagioni 2005 e 2006
DeAngelo giocò molto bene in queste due stagioni, totalizzò in totale 10 intercetti con un touchdown e forzò un fumble. Venne convocato per il Pro Bowl in entrambe le due stagioni.

#### Stagione 2007
Giocò 16 partite di cui 15 da titolare ritornando 5 intercetti. Venne multato di 10.000 dollari dalla lega perché mise una scritta recante "MV7" sotto gli occhi, come supporto al giocatore di squadra Michael Vick che venne processato in quello stesso giorno per l'accusa contro i combattimenti clandestini con i cani.

### Oakland Raiders

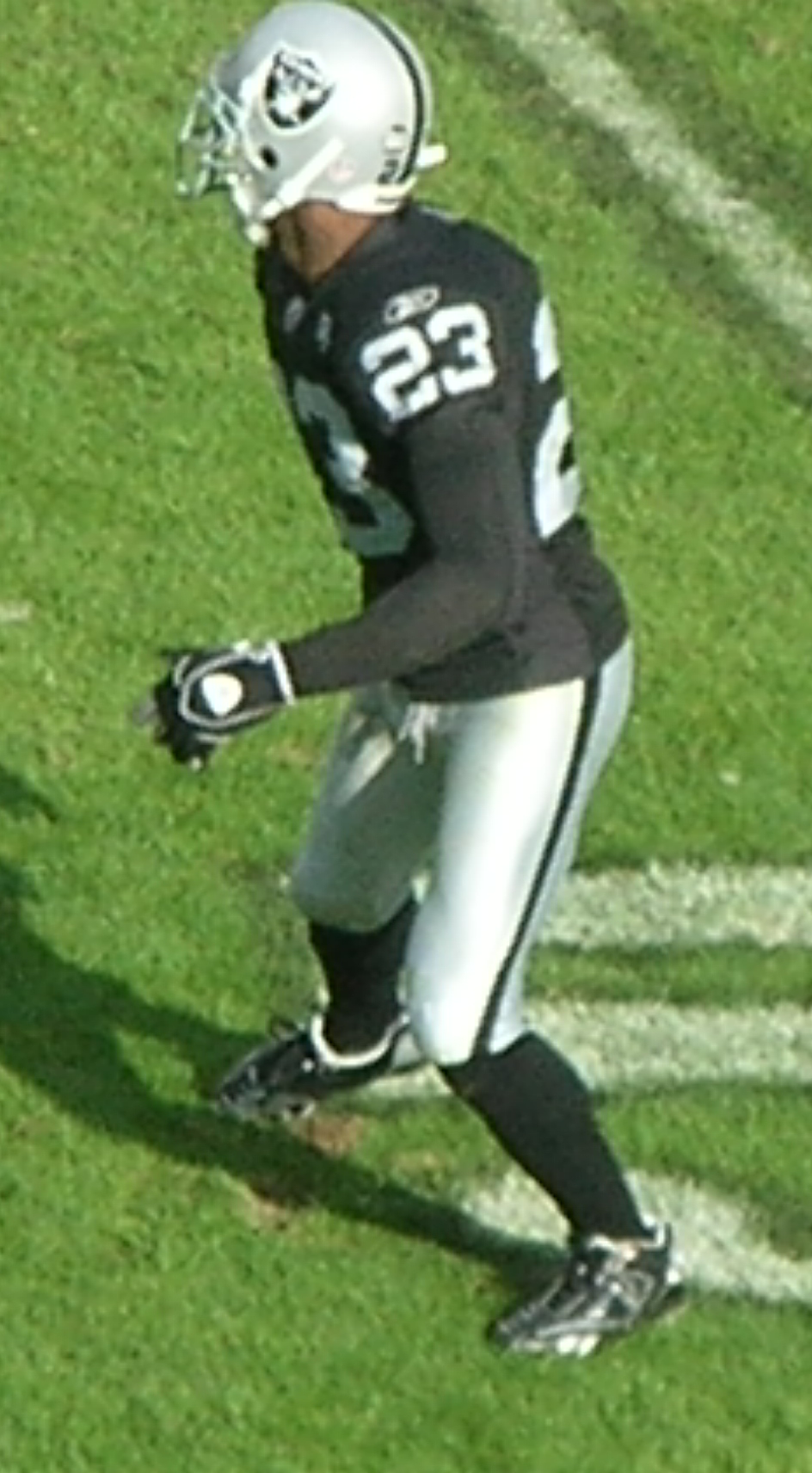
Hall nella sua ultima gara coi Raiders

#### Stagione 2008
Il 20 marzo 2008 passò ai Raiders in scambio della 34a scelta del draft NFL 2008 e la 143a scelta del draft NFL 2009. Firmò il giorno seguente un contratto di 7 anni per un totale di 70 milioni di dollari di cui 24,5 milioni garantiti. Dopo sole 8 partite, il 5 novembre fu svincolato dai Raiders dopo che le sue prestazioni non furono ritenute idonee a quanto la squadra si aspettava. Dai Raiders ottenne 8 milioni di dollari (7 milioni come bonus alla firma più uno come stipendio).

### Washington Redskins
L'8 novembre 2008, Hall firmò un contratto di un anno con i Redskins che svincolarono il cornerback Leigh Torrence per far posto nella squadra ufficiale. Nella sua prima partita contro i Dallas Cowboys fece subito un intercetto sul lancio del quarterback avversario Tony Romo. Percepì 500.000 dollari.

#### Stagione 2009
Diventò unrestricted free agent, il 27 febbraio 2009 rifirmò un contratto di 6 anni con i Redskins per un totale di 55 milioni di dollari (22,5 milioni garantiti) di cui 1,5 milioni di bonus alla firma. Giocò in 13 partite di cui 12 da titolare, ritornò 4 intercetti.

#### Stagione 2010
Il 24 ottobre 2010, durante l'incontro contro i Chicago Bears, Hall mise a segno quattro intercetti, pareggiando il record NFL di sempre. A fine stagione venne convocato per il suo terzo Pro Bowl vincendo il premio di miglior giocatore della partita grazie a 6 tackle, un intercetto ed un fumble ritornato per un touchdown.

#### Stagione 2011
Nella stagione, Hall continuò ad essere il co-capitano difensivo della squadra insieme a London Fletcher. Dopo che i Redskins persero con i Cowboys all'overtime nella 11a settimana, Hall disse alla stampa: "Dovrebbero tagliarmi per il modo in cui sto giocando perché non sto meritando quello che guadagno". Hall registrò il record di 5 tackle, sei passaggi deviati ed un intercetto nella 12a settimana contro i Seattle Seahawks. Grazie a questa prestazione, Hall venne nominato giocatore difensivo della settimana della NFC. Concluse la stagione con 90 tackle e 3 intercetti.

#### Stagione 2012
La settimana 4 contro i Tampa Bay Buccaneers, Hall mise a segno il suo primo intercetto stagionale ai danni di Josh Freeman. Concluse la stagione con 16 partite da titolare, 95 tackle totali, un sack, 4 intercetti e 2 fumble forzati.

#### Stagione 2013
L'11 marzo 2013 fu svincolato dai Redskins. Il 1º aprile firmò un nuovo contratto annuale del valore di 1,25 milioni di dollari. Il primo intercetto lo mise a segno nella settimana 3 contro i Detroit Lions. Nella settimana 8 fece registrare 2 intercetti su Peyton Manning ma i Redskins furono sconfitti dai Denver Broncos.

#### Stagione 2015
Il 26 dicembre, nella decisiva gara della settimana 16 in casa degli Eagles, Hall recuperò un fumble di DeMarco Murray ritornandolo per 17 yard nel touchdown nel terzo quarto, cambiando l'inerzia della partita. I Redskins vinsero per 38-24 e conquistarono il primo titolo di division dal 2012.

## Palmarès
- (3) Pro Bowl (2005, 2006, 2010)
- (1) MVP del Pro Bowl (2010)
- (1) Miglior difensore della settimana della NFC (12a settimana 2011).

## Statistiche
|      |                     |     |     | Tackle | Tackle | Tackle | Tackle | Tackle | Intercetti | Intercetti | Intercetti | Intercetti | Intercetti | Fumble | Fumble | Ricezioni | Ricezioni | Ricezioni | Kick off | Kick off | Kick off | Kick off | Punt | Punt | Punt | Punt | Punt |
| Anno | Squadra             | P   | PT  | T      | TS     | TA     | Sack   | Sf     | PD         | I          | Yard       | Max        | TD         | FF     | FR     | Ric       | Yard      | Fu        | KR       | Yard     | Max      | TD       | PR   | Yard | Max  | TD   | Fu   |
| ---- | ------------------- | --- | --- | ------ | ------ | ------ | ------ | ------ | ---------- | ---------- | ---------- | ---------- | ---------- | ------ | ------ | --------- | --------- | --------- | -------- | -------- | -------- | -------- | ---- | ---- | ---- | ---- | ---- |
| 2004 | Atlanta Falcons     | 10  | 9   | 35     | 28     | 7      | 0,5    | 0      | 6          | 2          | 50         | 48         | 1          | 1      | 0      | 0         | 0         | 0         | 1        | 48       | 48       | 0        | 0    | 0.0  | 0    | 0    | 0    |
| 2005 | Atlanta Falcons     | 15  | 15  | 65     | 58     | 7      | 0,0    | 0      | 10         | 6          | 177        | 65         | 0          | 1      | 3      | 0         | 0         | 0         | 2        | 45       | 23       | 0        | 8    | 82   | 27   | 0    | 2    |
| 2006 | Atlanta Falcons     | 16  | 16  | 58     | 51     | 7      | 0,0    | 0      | 16         | 4          | 131        | 60         | 1          | 0      | 1      | 1         | 0         | 1         | 0        | 0        | 0        | 0        | 0    | 0    | 0    | 0    | 0    |
| 2007 | Atlanta Falcons     | 16  | 15  | 70     | 63     | 7      | 0,0    | 0      | 16         | 5          | 80         | 33         | 0          | 1      | 1      | 0         | 0         | 0         | 0        | 0        | 0        | 0        | 5    | 41   | 16   | 0    | 0    |
| 2008 | Oakland Raiders     | 8   | 8   | 48     | 43     | 5      | 0,5    | 0      | 13         | 3          | 31         | 21         | 0          | 0      | 1      | 0         | 0         | 0         | 0        | 0        | 0        | 0        | 0    | 0    | 0    | 0    | 0    |
| 2008 | Washington Redskins | 7   | 4   | 25     | 20     | 5      | 0,0    | 0      | 8          | 2          | 6          | 4          | 0          | 0      | 1      | 0         | 0         | 0         | 0        | 0        | 0        | 0        | 0    | 0    | 0    | 0    | 0    |
| 2009 | Washington Redskins | 13  | 12  | 58     | 46     | 12     | 0,0    | 0      | 9          | 4          | 114        | 44         | 0          | 0      | 1      | 0         | 0         | 0         | 0        | 0        | 0        | 0        | 2    | -2   | 0    | 0    | 1    |
| 2010 | Washington Redskins | 16  | 16  | 95     | 65     | 30     | 0,0    | 0      | 16         | 6          | 92         | 92         | 1          | 2      | 2      | 0         | 0         | 0         | 0        | 0        | 0        | 0        | 0    | 0    | 0    | 0    | 0    |
| 2011 | Washington Redskins | 16  | 16  | 90     | 65     | 25     | 0,0    | 0      | 16         | 3          | 46         | 26         | 0          | 1      | 0      | 0         | 0         | 0         | 0        | 0        | 0        | 0        | 0    | 0    | 0    | 0    | 0    |
| 2012 | Washington Redskins | 16  | 16  | 95     | 68     | 27     | 1,0    | 0      | 14         | 4          | 62         | 27         | 0          | 0      | 2      | 0         | 0         | 0         | 0        | 0        | 0        | 0        | 0    | 0    | 0    | 0    | 0    |
|      | Totale              | 133 | 127 | 639    | 507    | 132    | 2.0    | 0      | 124        | 39         | 789        | 92         | 3          | 6      | 12     | 1         | 0         | 1         | 3        | 93       | 0        | 48       | 15   | 121  | 27   | 0    | 3    |

Legenda:
- P = partite totali giocate
- PT = partite giocate da titolare
- T = tackle totali
- TS = tackle solitari
- TA = tackle assistiti
- Sf = safety
- PD = pass deflection
- Max = intercetto e ritorno più lungo della stagione
- TD = numero di touchdown segnati su intercetti, ricezioni e ritorni
- I = intercetti
- FF = fumble forzati
- FR = fumble recuperati
- Ric = ricezioni effettuate
- Fu = fumble subiti su ricezione o su ritorni
- KR = kickoff ritornati
- PR = Punt ritornati

## Vita privata
Hall è cugino del linebacker dei Cincinnati Bengals Demetrius Knight.